# Альмудена (кладбище)
Кладбище Альмудена (исп. Cementerio de La Almudena) — кладбище в Мадриде. Крупнейшее из мадридских кладбищ и одно из самых крупных в Западной Европе. Всего на кладбище, по оценкам, похоронено около 5 миллионов человек. Было главным кладбищем Мадрида с 1884 года по 1973 год.